# Campeonato de Primera División 1933 de la AFAP (Argentina)
El Campeonato de Primera División 1933 de la Asociación Argentina de Football (Amateurs y Profesionales) (AFAP), llamado oficialmente Copa Campeonato 1933, fue el quincuagésimo tercer torneo de Primera División de la era amateur. Se desarrolló entre el 2 de abril y el 12 de noviembre. Se jugó a una sola rueda mediante el sistema de todos contra todos.
El torneo iba a tener un nuevo participante: Dock Sud, campeón de la Primera División Sección B. Sin embargo, una reestructuración en las categorías de ascenso, determinó el ascenso de otros 3 equipos: Palermo y Acassuso, de la Primera División Sección B; y Alsina, campeón de la División Intermedia, siendo la tercera vez que un equipo de la tercera categoría ascendía a Primera División, tras los ocurridos en 1913 y 1915.
Resultó campeón, por primera y única vez en su historia, el Club Sportivo Dock Sud, en lo que fue la primera vez que un equipo recién ascendido lograba el título.

## Ascensos y descensos
| Pos   | Equipos ascendidos |
| ----- | ------------------ |
| 1.º   | Dock Sud           |
| 1.° A | Palermo            |
| 1.° B | Alsina             |
| 2.° B | Acassuso           |

| Pos  | Equipo descendido en la temporada 1932 |
| ---- | -------------------------------------- |
| 17.° | Sp. Palermo                            |

De esta manera, el número de participantes aumentó a 20.

## Sistema de disputa
Se enfrentaron bajo el sistema de todos contra todos a una rueda. El mejor posicionado se consagró campeón. El peor posicionado debía descender a Segunda División; sin embargo, el Consejo Directivo resolvió suprimir el descenso debido a que no participaron todos los equipos que habían ascendido.

## Tabla de posiciones final
| Pos  | Equipo                 | Pts | PJ | G  | E | P  | GF | GC | Dif |
| ---- | ---------------------- | --- | -- | -- | - | -- | -- | -- | --- |
| 1.º  | Dock Sud               | 29  | 19 | 13 | 3 | 3  | 43 | 15 | 28  |
| 2.º  | Nueva Chicago          | 28  | 19 | 12 | 4 | 3  | 46 | 21 | 25  |
| 3.º  | Banfield               | 27  | 19 | 11 | 5 | 3  | 39 | 23 | 16  |
| 4.º  | Defensores de Belgrano | 26  | 19 | 11 | 4 | 4  | 33 | 12 | 21  |
| 5.º  | Sportivo Alsina        | 23  | 19 | 9  | 5 | 5  | 32 | 19 | 13  |
| 6.º  | Barracas Central       | 21  | 19 | 9  | 3 | 7  | 36 | 28 | 8   |
| 7.º  | All Boys               | 21  | 19 | 8  | 5 | 6  | 30 | 31 | -1  |
| 8.º  | Liberal Argentino      | 21  | 19 | 8  | 5 | 6  | 27 | 34 | -7  |
| 9.º  | Almagro                | 20  | 19 | 7  | 6 | 6  | 33 | 34 | -1  |
| 10.º | Argentino de Temperley | 20  | 19 | 7  | 6 | 6  | 25 | 26 | -1  |
| 11.º | Sportivo Acassuso      | 19  | 19 | 7  | 5 | 7  | 29 | 28 | 1   |
| 12.º | Excursionistas         | 19  | 19 | 7  | 5 | 7  | 31 | 32 | -1  |
| 13.º | Sportivo Buenos Aires  | 17  | 19 | 5  | 7 | 7  | 23 | 22 | 1   |
| 14.º | Estudiantil Porteño    | 16  | 19 | 7  | 2 | 10 | 21 | 32 | -11 |
| 15.º | Colegiales             | 14  | 19 | 5  | 4 | 10 | 20 | 32 | -12 |
| 16.º | Palermo                | 14  | 19 | 6  | 2 | 11 | 18 | 33 | -15 |
| 17.º | El Porvenir            | 13  | 19 | 5  | 3 | 11 | 31 | 35 | -4  |
| 18.º | Argentino de Quilmes   | 12  | 19 | 4  | 4 | 11 | 29 | 46 | 17  |
| 19.º | Estudiantes (BA)       | 12  | 19 | 4  | 4 | 11 | 26 | 49 | -23 |
| 20.º | Sportivo Barracas      | 8   | 19 | 2  | 4 | 13 | 14 | 33 | -19 |

|  | Descenso anulado. |

## Fusiones
Previo al inicio del torneo se fusionaron Sportivo Palermo y Palermo, en una entidad que pasó a llamarse Club Atlético y Sportivo Palermo.

## Descensos y ascensos
Con los descensos anulados, al ascender Ramsar, Gutenberg y General San Martín, el número de participantes para el campeonato de 1934 aumentó a 23.

## Goleadores
| Jugador              | Jugador           | Goles | Equipo           |
| -------------------- | ----------------- | ----- | ---------------- |
| Bandera de Argentina | Alfonso Lorenzo   | 17    | Barracas Central |
| Bandera de Argentina | Florentino Vargas | 16    | Nueva Chicago    |